# Белокриница (Подгаецкая городская община)
Белокриница (укр. Білокриниця) — село в Подгаецкой городской общине Тернопольского района Тернопольской области Украины.
До 2020 года входило в Подгаецкий район.
Население по переписи 2001 года составляло 605 человек. Занимает площадь 18,722 км². Почтовый индекс — 48012. Телефонный код — 3542.

## Известные уроженцы
- Василий Галаса (1920—2002) — украинский националист, полковник УПА.